# Mukilteo
Mukilteo (kiejtése: mʌkəlˈtiːoʊ) az Amerikai Egyesült Államok északnyugati részén, Washington állam Snohomish megyéjében elhelyezkedő város. A 2010. évi népszámlálási adatok alapján 20 254 lakosa van.
A várost a BusinessWeek 2006-ban a legmegfizethetőbb települések közé sorolta. Mukilteót a Money magazin 2009-ben a tizedik, míg 2011-ben a kilencedik legélhetőbb városnak választotta.

## Története

### Megalapítása
A hegyfoknak és a vizeknek a snohomish indiánok a Muckl-te-oh vagy Buk-wil-tee-whu (bəqɬtiyuʔ) nevet adták, amely lushootseed nyelven „jó táborhelyet” vagy „keskeny hágót” jelent. A 2010-es években végzett ásatásokon ezer éves leleteket is találtak.
George Vancouver és expedíciója 1792. május 30-án érkezett a térségbe; a mai Mukilteo területére egy nappal később látogattak el. William Robert Broughton és Archibald Menzies botanikus az itt talált rózsák miatt a hegyfokot Rose Pointnak nevezte el; Charles Wilkes 1841-ben ezt Point Elliottra módosította; a névadó Samuel Elliott apród volt.
1855. január 22-én a territóriumi kormány és 82 indián törzs aláírásával hatályba lépett a Point Elliott-i egyezmény, amely az őslakosokat rezervátumba kényszerítette, viszont halászati és vadászati jogukat megtarthatták. 1857-ben Morris H. Frost és J. D. Fowler New York-i kereskedők megalapították Point Elliott települést, ahol hamarosan üzletet és szalont nyitottak. Fowler a helységet 1860-ban Mukilteóra nevezte át, amely a lushootseed nyelvű elnevezés átirata.
Mukilteo az 1861. január 14-én létrejött Snohomish megye székhelye lett, azonban a rangot 1861. július 8-án Cadyville (ma Snohomish) kapta meg. Mukilteóban nyílt meg a megye első postahivatala és telegráfállomása. A települést később a térség védettebb részére költöztették, majd megnyílt az első fafeldolgozó, ahonnan a Whidbey-szigetre szállítottak árut. 1880-ban sörfőzde, lőszergyár és konzervgyár is működött. Mukilteóban épült volna fel a térség legnagyobb kikötője, de annak helyszíne végül Everett lett.

### Kora 20. század
A Seattle and Montana Railroad (később a Great Northern Railway része) vasútvonala 1891-ben készült el. Mukilteo a Great Northern egyik lehetséges nyugati végállomása volt, de az végül Tacomában épült fel. Az 1890-es évekbeli válság elmúltával a népességszám megnőtt és több gyár is létesült. Mukilteo világítótornya 1906-ban épült meg.
A századfordulón japán bevándorlók érkeztek, akik a mai Japán-szurdok területén telepedtek le. A Whidbey-sziget megközelítésére 1911-ben komp indult, amely 1919-től járműveket is szállított. Az 1914-ben elkészült Mukilteo sugárút Everett felé kínált közúti kapcsolatot. A fafeldolgozó 1930-as bezárásáig a település infrastruktúrájának fenntartásáért a gyártulajdonos Crown Lumber Company felelt.
A szesztilalom idején Mukilteo a Brit Columbia és Seattle közötti csempészet fontos helyszíne volt. A lőszergyár 1930. szeptember 17-én megsemmisült, miután az ammónia meggyulladt, a lángok pedig átterjedtek a glicerintartályokra. Az Everettben is érezhető robbanások során nyolc ember megsérült és félmillió dolláros kár keletkezett. 1938. augusztus 20-án a fafeldolgozó bontási munkálatok közben leégett. A kikötő hetekkel korábban megsemmisült, miután egy postai kézbesítőhajó nekiütközött.
A második világháborúban a szövetségi kormány az egykori fafeldolgozót lőszerraktárrá alakította át. A Snohomish megyei repülőtér (ma Paine repülőtér) elsődlegesen katonai célokat szolgált, de az Alaska Airlines kereskedelmi járatai is használták. Az 1950-es években a létesítmény területén tíz üzemanyagtartályt helyeztek el, amelyek 1989-ig a katonai gépek újratöltését szolgálták.

### Városi rang

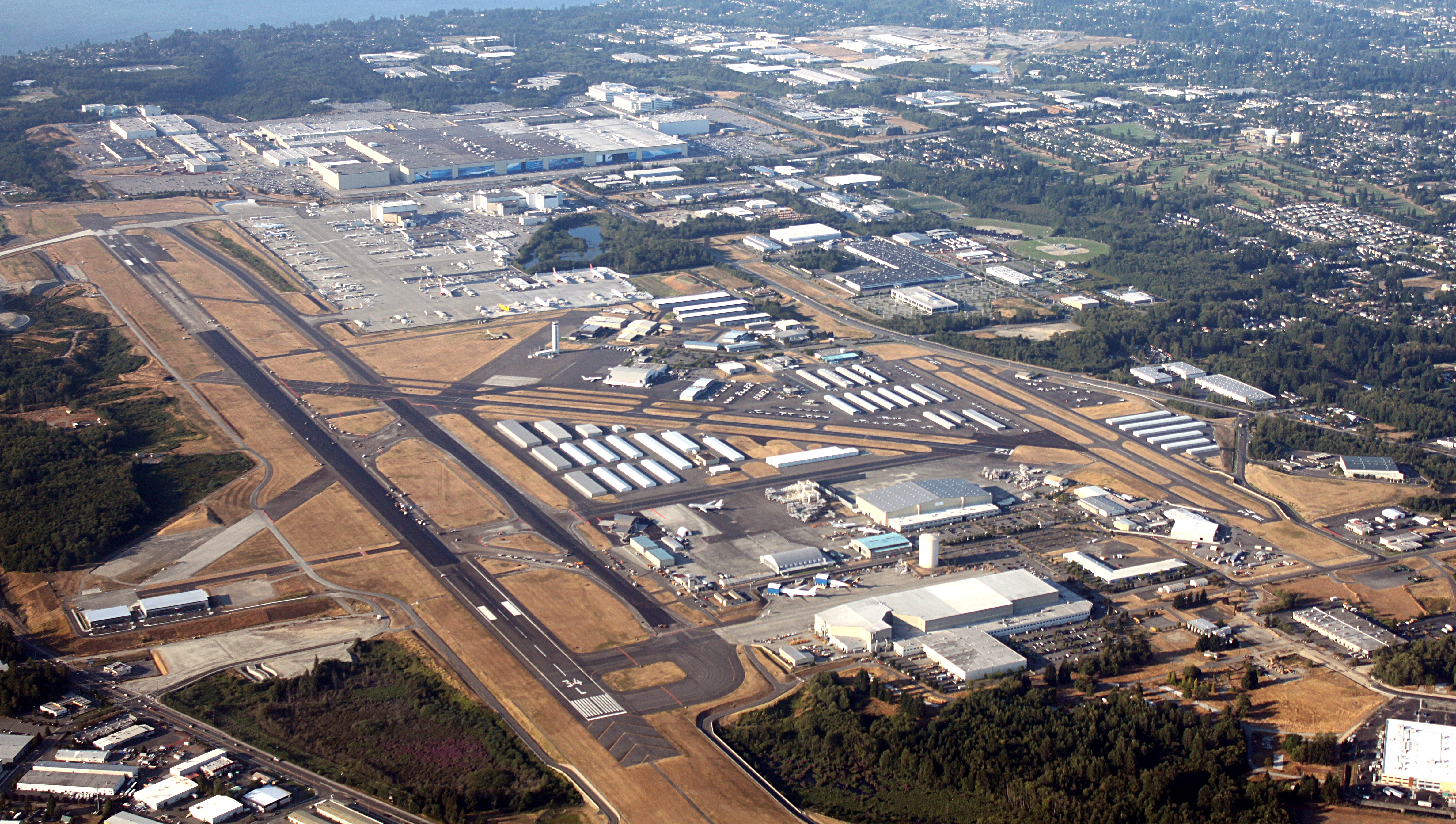
A Paine repülőtér

Az 1947. április 29-ei szavazáson a lakosok 223–137 arányban a városi rang mellett döntöttek, amelyet Mukilteo május 8-án kapott meg; a 321 hektáros területen ekkor körülbelül 775-en éltek. Az első polgármester Alfred Tunem iskolatitkár lett. Az új önkormányzat az infrastruktúra fenntartását az 1930-as években alapított Mukilteo Improvement Clubtól vette át. A Boeing gyára és a Japán-szoros között vasútvonalat építettek ki; a gyárat 1969-től a Washington State Route 526-on közúton is meg lehetett közelíteni.
Az 1980 novemberében történt annexióval a város területe 5,2 négyzetkilométerrel és 2500 lakossal nőtt; az évtized végére Mukilteo népessége elérte a hatezer főt. A 24 ezer lakosú Harbour Pointe korábban Highland Bay néven önálló várossá vált volna, azonban a lakosok az adócsökkentés és az infrastrukturális fejlesztések miatt a Mukilteóba olvadás mellett döntöttek, amelyre 1991-ben került sor. A megyei önkormányzat a Paine repülőtérről kereskedelmi járatokat is indított volna, azonban a tervezetet a települések ellenzése miatt elvetették.
Harbour Pointe 1991. március 26-ai annektálásával a város területe 8,8 négyzetkilométerrel és 4779 lakossal bővült; az új városrész kiszolgálására két tűzoltóállomás, új városháza és egy új középiskola épült. Az 1993-ban megnyílt, műszaki képzéseket kínáló Kamiak Középiskola a Mariner Középiskola tehermentesítésére jött létre. Harbour Pointe teljes kiépülésével Mukilteo népessége 2000-re 18 ezer fő fölé emelkedett. Az új városrész Mukilteo földrajzi és kereskedelmi központjává vált, amely a többi kerület lakóival nézeteltérésekhez vezetett.

### 21. század
A parti őrség és az önkormányzat 1999-es megállapodása értelmében a világítótorony 2001-től a város tulajdonában áll. Az épület egy részében már korábban is a történelmi társaság kiállítása volt látható. A világítótorony üzemeltetéséért továbbra is a parti őrség felel, azonban a helyreállítás a város feladata. A Mukilteo State Park 2003-ban került a város tulajdonába; a 6,6 millió dolláros felújítás 2008-ban készült el.
A kikötő felújítása új kompterminál építését is magába foglalta. Az üzemanyagtartályok elszállítása és a terület megtisztítása 2006-ra fejeződött be; az ásatások során több leletet is találtak. A régi kompkikötőt 2015-ben bontották el; az új létesítményben halászati kutatóközpont is fog működni.
2016. július 30-án a Kamiak Középiskola egy végzős diákja egy házibuliban AR-15-ös fegyverével három személyt meggyilkolt és egy továbbit megsebesített. Az elkövetőt életfogytiglani szabadságvesztésre ítélték a feltételes szabadlábra bocsátás lehetősége nélkül. Az eset hatására 2018-ban a félautomata fegyverek birtoklásának alsó korhatárát 18-ról 21 évre emelték. 2018 februárjában egy everetti lakost iskolai lövöldözés kitervelésének vádjával vettek őrizetbe.
2017. május 2-án egy repülő a Paine repülőtérről való felszállás közben autóknak és egy légvezetéknek ütközött. A balesetben ketten megsérültek; a pilótának és utasának nem esett baja.

## Éghajlat
A város éghajlata mediterrán (a Köppen-skála szerint Csb).
| Hónap                         | Jan.  | Feb.  | Már.  | Ápr. | Máj. | Jún. | Júl. | Aug. | Szep. | Okt. | Nov.  | Dec.  | Év    |
| ----------------------------- | ----- | ----- | ----- | ---- | ---- | ---- | ---- | ---- | ----- | ---- | ----- | ----- | ----- |
| Rekord max. hőmérséklet (°C)  | 22,2  | 23,3  | 27,8  | 31,1 | 33,9 | 36,7 | 33,9 | 34,4 | 31,7  | 28,3 | 22,8  | 18,9  | 36,7  |
| Átlagos max. hőmérséklet (°C) | 8,9   | 10,6  | 12,8  | 15,6 | 18,3 | 21,1 | 23,9 | 23,9 | 21,1  | 16,1 | 11,1  | 7,8   | 16,0  |
| Átlagos min. hőmérséklet (°C) | 1,7   | 1,1   | 2,8   | 5,0  | 7,8  | 10,6 | 12,2 | 12,2 | 9,4   | 5,6  | 3,3   | 0,6   | 6,1   |
| Rekord min. hőmérséklet (°C)  | −18,0 | −18,0 | −12,2 | −5,0 | −3,9 | 2,2  | 2,8  | 3,9  | −0,6  | −5,6 | −18,0 | −18,0 | −18,0 |
| Átl. csapadékmennyiség (mm)   | 130   | 81    | 94    | 76   | 68   | 58   | 30   | 29   | 50    | 91   | 141   | 131   | 979   |
| Forrás: The Weather Channel   |       |       |       |      |      |      |      |      |       |      |       |       |       |

## Népesség
A 2010-es népszámláláskor a városnak 20 254 lakója, 8057 háztartása és 5660 családja volt. A népsűrűség 1250,3 fő/km2. A lakóegységek száma 8547, sűrűségük 527,6 db/km2. A lakosok 74,9%-a fehér, 1,7%-a afroamerikai, 0,6%-a indián, 17,1%-a ázsiai, 0,2%-a a Csendes-óceáni szigetekről származik, 1,1%-a egyéb, 4,5%-a pedig kettő vagy több etnikumú. A spanyol vagy latino származásúak aránya 4,4% (   )
A háztartások 34,1%-ában élt 18 évnél fiatalabb. 57,9% házas, 8,9% egyedülálló nő, 3,5% egyedülálló férfi, 28,9% pedig nem család. 23,9% egyedül élt; 5,7%-uk 65 éves vagy idősebb. Egy háztartásban átlagosan 2,51 személy élt; a családok átlagmérete 3 fő.
A medián életkor 41,8 év volt. A város lakóinak 23,2%-a 18 évesnél fiatalabb, 7,9% 18 és 24 év közötti, 23,9%-uk 25 és 44 év közötti, 34,5%-uk 45 és 64 év közötti, 10,6%-uk pedig 65 éves vagy idősebb. A lakosok 50,2%-a férfi, 49,8%-a pedig nő.

## Gazdaság
A 2015-ös adatok szerint a városban 16 935 aktív korú lakos él; a munkanélküliség 6,7 százalék. A lakók mindössze hét százaléka dolgozik a városhatárokon belül; 26% Everettbe, 19% Seattle-be, 6% Bellevue-ba, 5% pedig Lynnwoodba ingázik.
A Puget Sound-i Regionális Tanács 2017-es becslése alapján a városban 10 557 munkahely van, melyek többségét a gyártó- és a szolgáltatóipar kínálják. A legnagyobb foglalkoztató a tankerület és az 1288 állást kínáló Boeing. Mukilteóban van továbbá a repülőgép-alkatrészeket gyártó Electroimpact, a hangeszközöket előállító Rane, a lézeripari Synrad, valamint a kemencékkel és kályhákkal foglalkozó Travis Industries székhelye.

## Közigazgatás
A polgármestert és a képviselő-testület négy tagját négy évre választják. A működési feladatok ellátására 2014-ig városadminisztrátort alkalmaztak; 2019 novemberében szavazást írtak ki a városmenedzseri pozíció bevezetéséről, de a javaslat elbukott.
Az önkormányzatnak 2016-ban 113 alkalmazottja volt, költségvetése pedig 32 millió dollár. A városházát 1992-ben a Rosehill közösségi házból egy raktárépületbe helyezték át, 2008-ban pedig állandó helyszínre költöztették.

## Kultúra
Az 1965-ben alapított, háromnapos Mukilteo Lighthouse Festivalt augusztus végén vagy szeptember elején rendezik meg; a programsorozaton tűzijátékra és horgászversenyre is sor kerül. A nyári hétvégéken nyitva tartó termelői piac helyszíne a Mukilteo Lighthouse Park. 2019-ben a piac önkéntesek hiánya miatt nem nyitott ki, a város pedig nem kívánt a szervezésben részt venni.

## Parkok

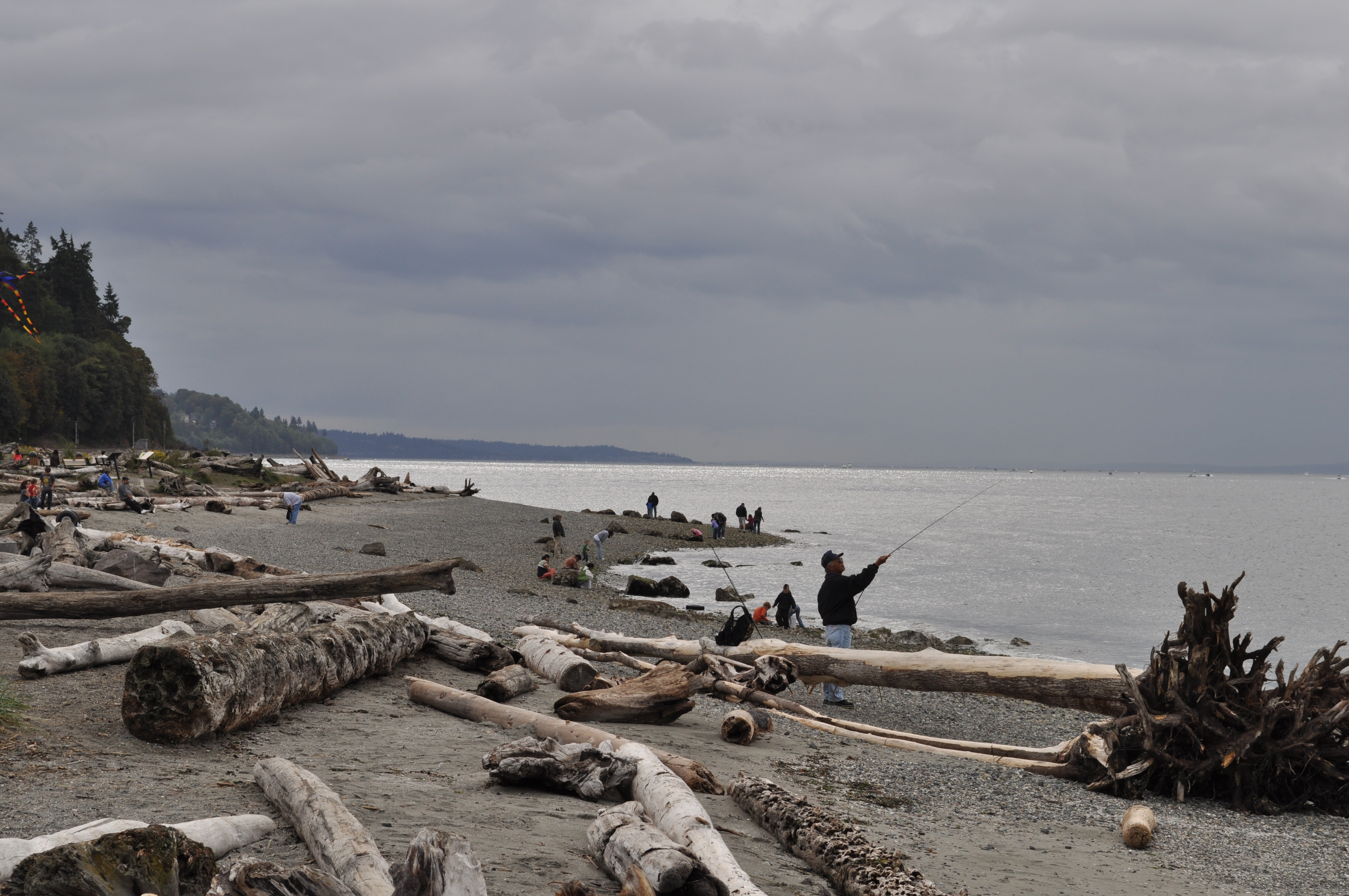
Mukilteo Lighthouse Park

Mukilteóban 247 hektárnyi köz- és 138 hektárnyi magánpark található, melyek a város 13%-át foglalják el. A legnagyobb természetvédelmi területek a Nagy- és a Japán-szurdok. A pihenőövezetek és természetvédelmi területek fenntartásáért az 1996-os népszavazást követően létrehozott városi bizottság felel. A Harbour Pointe városrész közelében található, 22 hektár területű Picnic Point Park üzemeltetője Snohomish megye.
A parkok többsége Old Town kerületben található. A Mukilteo Lighthouse Park 2003-ban került a város tulajdonába; az egykori állami parkot 2008-ra újították fel, területén csónakkikötőt és játszóteret is létesítettek. A Rosehill Közösségi Központ többcélú rekreációs létesítmény, melynek helyén 1928 és 2010 között egy iskola állt.
Az Old Town városrész és a repülőtér között fekvő Japán-szurdok a város legkihasználtabb természetvédelmi övezete. Az 58 hektáros erdőség számos madárfaj, valamint lazacok, szarvasok és hódok otthona. A térség túraútvonalait a 20. század elején ideérkező japán bevándorlók alakították ki. A szurdok 1996 és 2014 között, több lépésben került Mukilteo tulajdonába.
A 73 hektár területű Nagy-szurdokban négy kilométernyi túraútvonal található. A szurdok északkeleti határán fekvő 92. utcai park a város legnagyobb rekreációs területe; az 5,3 hektáros övezetben játszótér és kutyafuttató is található.

## Oktatás
A Mukilteói Tankerületnek a 2018–2019-es tanévben 15 931 diákja és 887 tanára volt. A huszonnégy iskolából hét található a városhatárokon belül. A Kamiak Középiskola 1993-ban nyílt meg a Mariner Középiskola tehermentesítésére; a statisztikák szerint diákjainak 94%-a szerez érettségit.
A Sno-Isle Libraries által üzemeltetett könyvtár 1998-ban nyílt meg, két évvel azután, hogy a városi fenntartású intézményt pénzügyi nehézségek miatt bezárták.

## Infrastruktúra

### Közlekedés

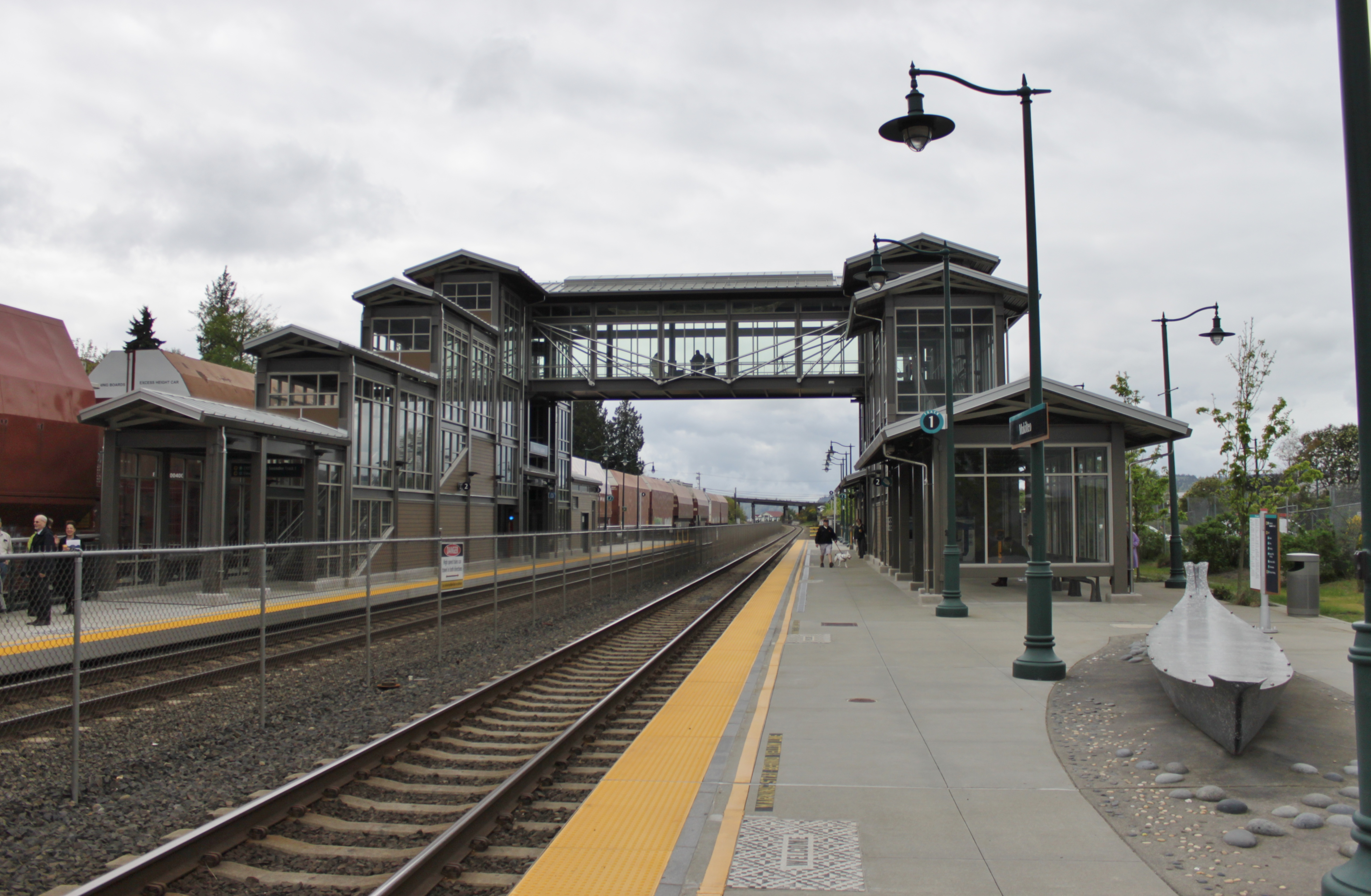
Mukilteo állomás

Mukilteo közúton az I-5-ön, a WA-99-en és a WA-525-ön közelíthető meg. Az 1952-ben megnyílt komppal a Whidbey-szigetre lehet eljutni; a járat évente négymillió személyt és 2,2 millió járművet szállít. A mukilteói terminál felújítási munkálatai 2018-ban kezdődtek.
A város tömegközlekedését a Sounder helyiérdekű vasútvonalat üzemeltető Sound Transit, a regionális buszjáratokat működtető Community Transit, valamint a belváros és a kompkikötő közti járatot közlekedtető Everett Transit.
A Paine repülőtér elsődlegesen a Boeing everetti gyárának kiszolgálására jött létre, de 2019-től kereskedelmi járatokat is indít és fogad. Mukilteóban két repüléstörténeti múzeum (Future of Flight Aviation Center és Historic Flight Foundation) működik. A város a zajterhelésre és a forgalmi dugókra hivatkozva az 1990-es évektől ellenezte a repülőtér kereskedelmi célú hasznosítását.

### Közművek
Az elektromos áramot a megyei közműszolgáltató, a földgázt pedig a Puget Sound Energy biztosítja. A hulladékszállításért és az újrahasznosításért a Waste Management felel.
Az ivóvíz- és csatornahálózat fenntartói a Mukilteo Water and Wastewater District és az Alderwood Water District. Az 1990-es évekig a város saját szennyvíztisztítót tartott fenn; a létesítmény üzemeltetője később az Olympus Terrace Sewer District volt, amely 2007-ben a mukilteói szolgáltatóba olvadt. A vizet a Harbour Pointe városrészben 1970-ben megnyílt üzemben tisztítják meg.
A Japánig húzódó, vízalatti optikai kábelen 80 gigabyte per másodperc sebesség érhető el.

## Média
A város hetilapja az 1992-ben alapított Mukilteo Beacon.

## Nevezetes személyek és csoportok
- Anita Borg, számítástudós[140]
- Brian Sullivan, a város egykori polgármestere és képviselője[141]
- Gina Segadelli, amerikaifutball-játékos és -edző[142]
- James Mongrain, üvegszobrász[143]
- Marko Liias, politikus[144]
- The Fall of Troy, post-hardcore együttes[145]
- Tim Eyman, politikai aktivista[146]

## Fordítás
- Ez a szócikk részben vagy egészben  a   Mukilteo, Washington című angol Wikipédia-szócikk ezen változatának fordításán alapul.  Az eredeti cikk szerkesztőit annak laptörténete sorolja fel. Ez a jelzés csupán a megfogalmazás eredetét és a szerzői jogokat jelzi, nem szolgál a cikkben szereplő információk forrásmegjelöléseként.